# Operação Araguaia: os Arquivos Secretos da Guerrilha
Operação Araguaia: os arquivos secretos da guerrilha é um  livro que conta a história da Guerrilha do Araguaia, ocorrida no Brasil durante a ditadura militar (1964-1985), e as operações realizadas para destruí-la, entre o início de 1972 e o fim de 1974, .
Escrito pelos jornalistas do Correio Braziliense, Taís Morais e Eumano Silva, após sete anos de pesquisas entre documentos das Forças Armadas Brasileiras e do Partido Comunista do Brasil (PCdoB), organizador da guerrilha,  o livro também conta com o depoimento de sobreviventes de ambos os lados do conflito, além de moradores da região, camponeses e familiares,  que vivenciaram as operações. Desvelando fatos históricos mantidos em sigilo pelo governo militar na época dos acontecimentos e que permaneceram desconhecidos em seus detalhes por mais de vinte anos, o livro foi lançado em abril de 2005, pela Geração Editorial.